# NGC 1188
NGC 1188 este o galaxie lenticulară situată în constelația Eridanul. A fost descoperită în 2 decembrie 1885 de către Francis Leavenworth. Se află la o distanță de 35,01 de megaparseci de Pământ.